# Musée Jean-Frédéric-Oberlin
Pour les articles homonymes, voir Oberlin.
Le musée Jean-Frédéric-Oberlin – communément appelé musée Oberlin – est situé sur le territoire de la commune de Waldersbach (Bas-Rhin). Il est consacré à la vie et à l’œuvre du pasteur alsacien Jean-Frédéric Oberlin.
Situé sur un flanc verdoyant de la haute vallée de la Bruche, à Waldersbach, le village du Ban de la Roche où il exerça son ministère pendant 59 ans, cette institution – l’un des musées protestants les plus connus en France, révèle à travers le foisonnement de ses collections et une muséographie originale, la soif de connaissance et l’éclectisme des intérêts d’une forte personnalité du siècle des Lumières, à la fois prédicateur visionnaire, pionnier de la pédagogie et ardent défenseur du progrès social.

## Historique

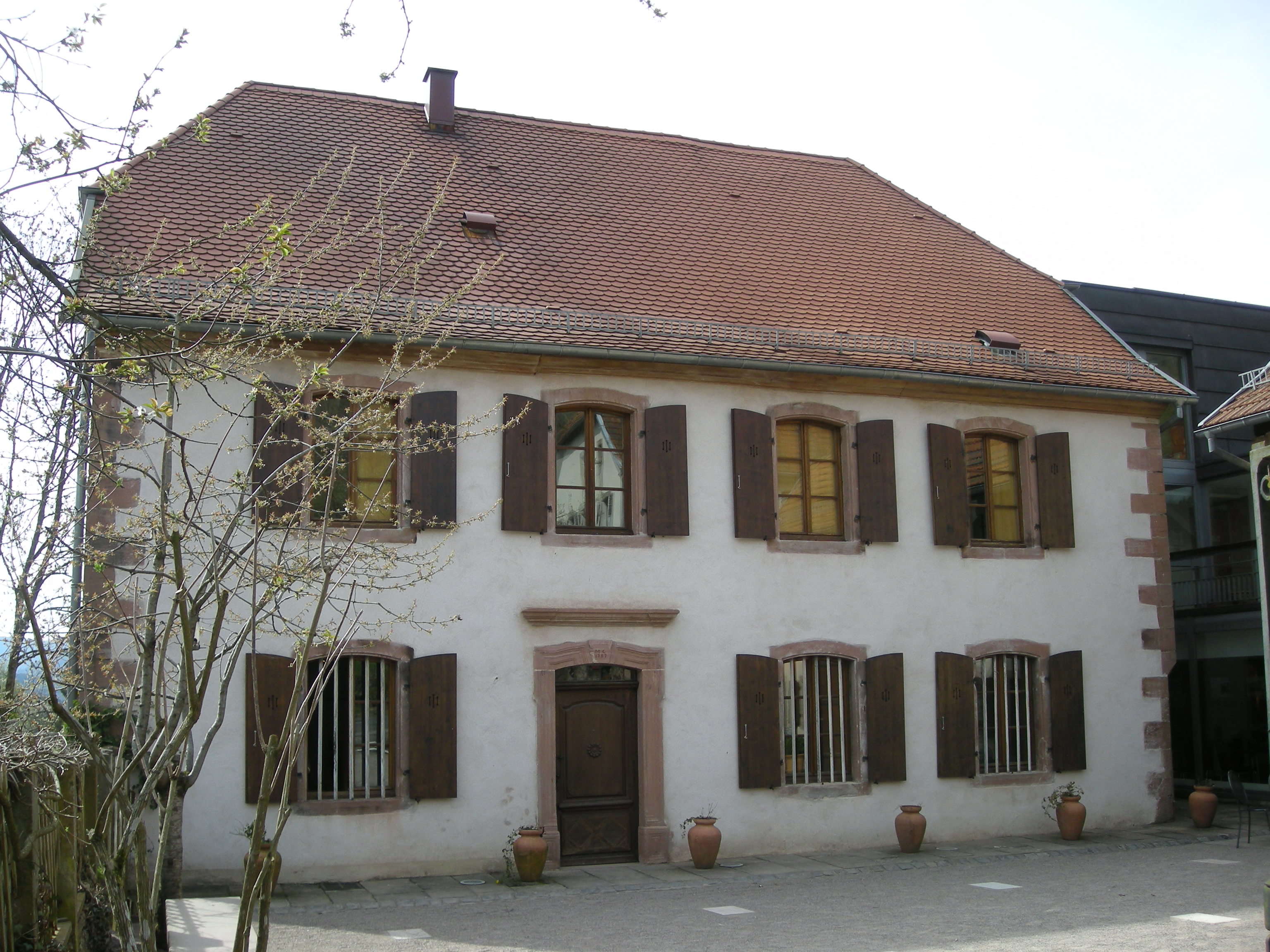
L'ancien presbytère.

Grandement facilité par l’esprit méthodique et rigoureux du pasteur Oberlin, l’aménagement du musée s’est fait progressivement, à l’intérieur du presbytère construit pour lui en 1787. Collectionneur dans l’âme, Oberlin aimait déjà faire partager ses trésors à ses enfants ou à ses pensionnaires, tout comme aux hôtes de passage. Nombre de pièces étaient classées, étiquetées, datées avec soin. Sa démarche ne manque pas d’évoquer les cabinets de curiosités, ancêtres des musées et des muséums. Dans son cas cependant il s’agissait moins d’accumuler « monts et merveilles » que de mettre le savoir à la portée de populations isolées, de stimuler l’observation et la réflexion d’enfants défavorisés, sans pour autant perdre de vue leur développement spirituel. Il s'agissait également pour lui de faire un inventaire méthodique de toute l'œuvre de la création.
Ses successeurs, son gendre Philippe Louis Rauscher, puis son petit-fils Charles Emmanuel Witz ont veillé à la préservation du patrimoine de Waldersbach, tandis qu’à la suite de donations ou d’échanges, d’autres objets ou documents étaient conservés aux Archives municipales de Strasbourg ou au Musée alsacien.

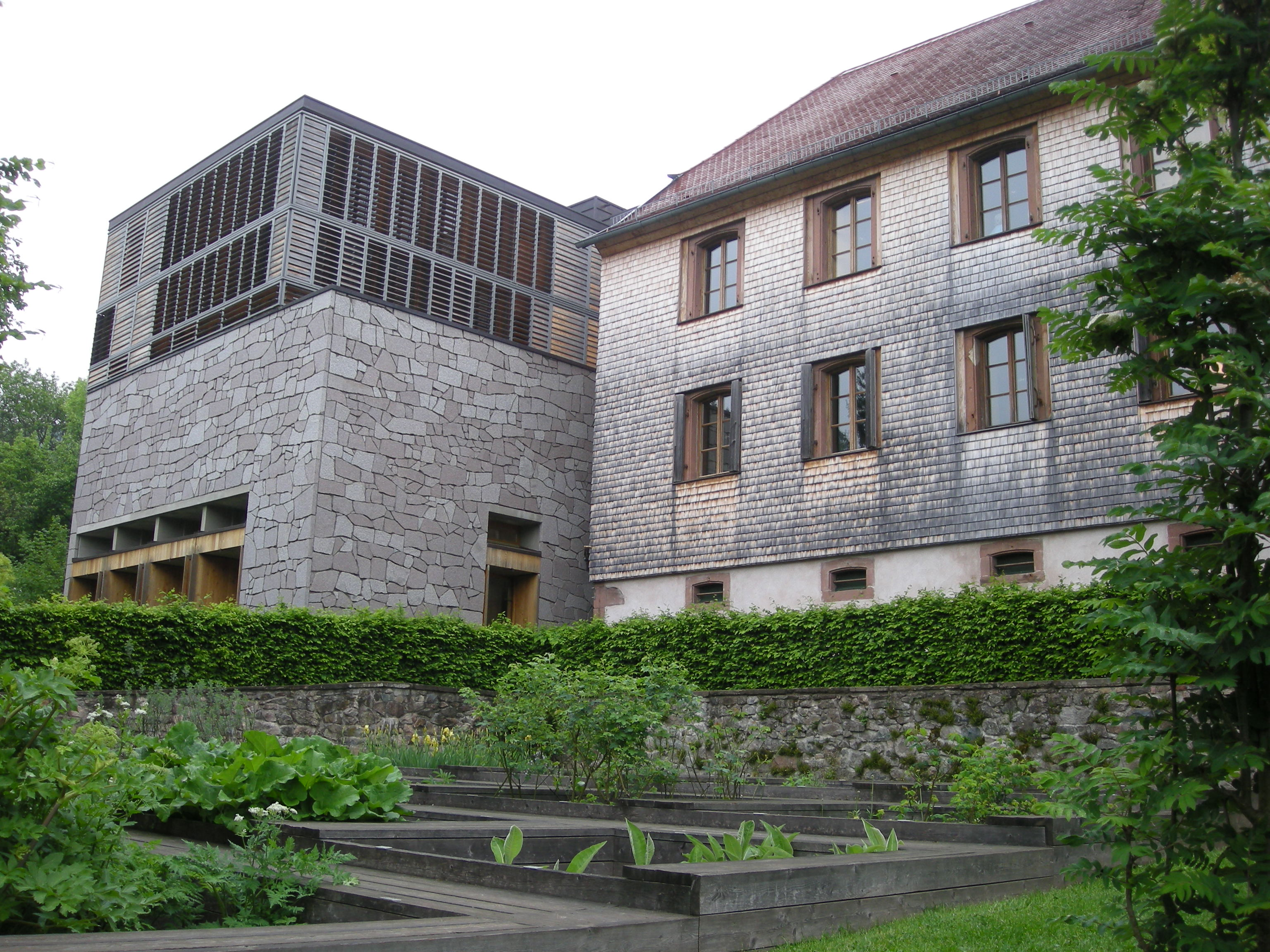
Intégration des nouveaux bâtiments

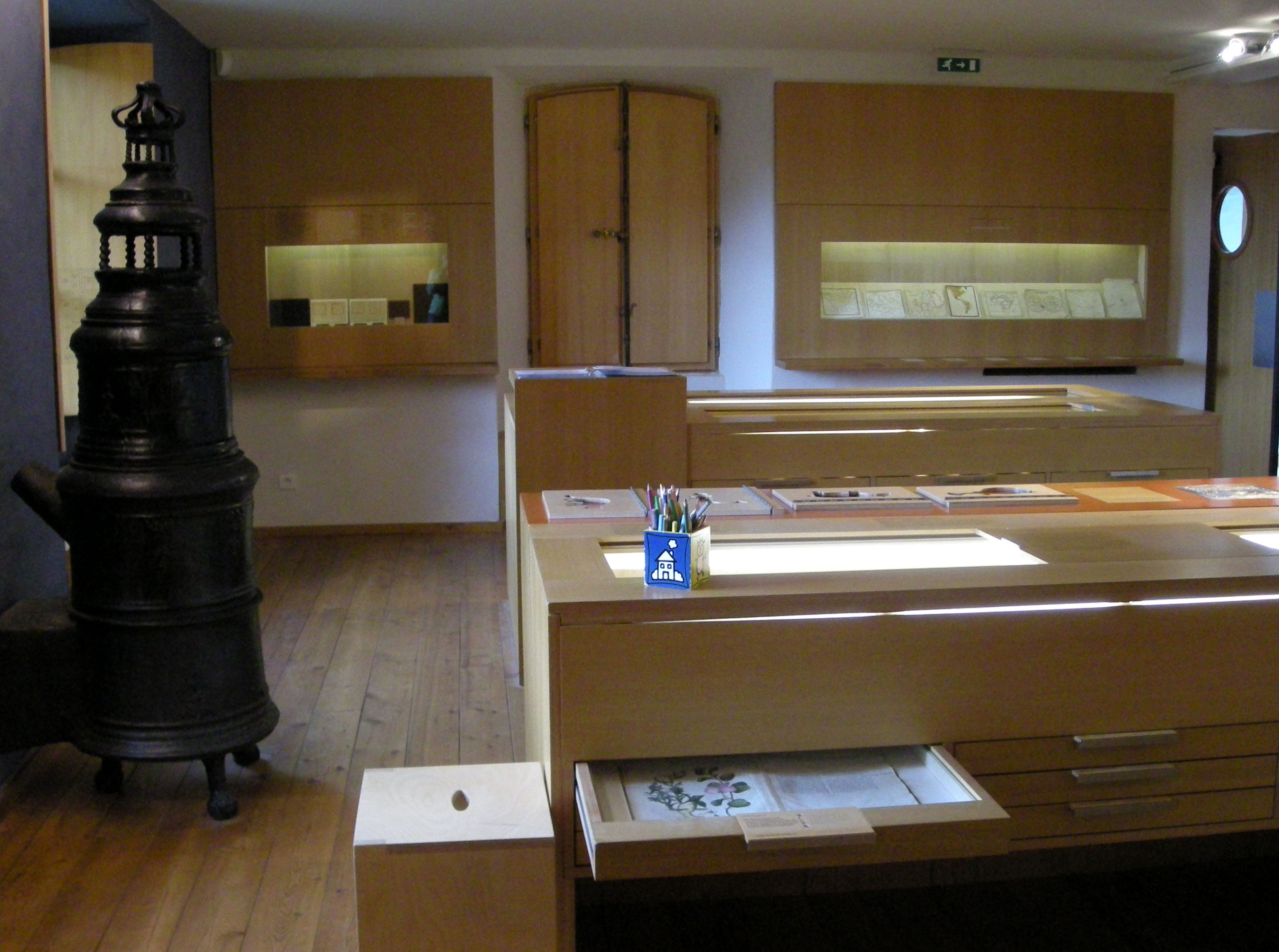
L'ancien poêle dans une salle du musée rénové

L’existence d’un musée proprement dit n’est attestée qu’à partir de 1958, avec la création d’un comité de surveillance et de conservation du musée Oberlin. Des panneaux de signalisation ont été mis en place en 1966-1967.
Plusieurs années de gestation ont été nécessaires pour réunir les collections dispersées, concevoir un ensemble architectural intégrant quatre édifices d’époques et de style forts différents et penser un espace novateur où les visiteurs, jeunes ou moins jeunes, pourraient se familiariser avec la démarche du pasteur tout en découvrant lieux et objets. C’est le sens de la nouvelle devise du musée : « Apprendre à jouer ou jouer à apprendre ».
La structure entièrement rénovée a rouvert ses portes en juillet 2002, restaurée et agrandie pour une somme de cinq millions d’euros, un financement assuré par l’Europe, la région Alsace, la DRAC, ainsi que la communauté de communes de la Haute-Bruche à qui appartiennent les collections et qui rétribue conservateur et animateurs. Un pasteur y a été détaché à temps partiel par l’Union des Églises protestantes d'Alsace et de Lorraine – un cas unique en France, semble-t-il. Les collections sont désormais présentées sur une surface totale de 1 500 m2, les différents bâtiments étant reliés par des galeries vitrées. Un agencement en bois clair met en valeur des objets parfois insolites, autant que l’escalier d’autrefois et le vieux poêle en fonte. Chaque tiroir ouvert est une découverte muséographique à part entière.
En avant-première, le musée avait accueilli en mai 2002 un colloque international de chercheurs en sciences de l’éducation, sur le thème « Utopies et pédagogies ».
Les nouveaux locaux ont été inaugurés les 8 et 9 novembre 2003, en présence des plus hautes autorités de la région.
En avril 2006, le XXIe Colloque des musées protestants y a réuni 95 participants sur le thème « Pédagogie et spiritualité au musée avec Jean Frédéric Oberlin ».
Aujourd’hui le musée reçoit environ 20 000 visiteurs par an, en provenance du monde entier.

## Collections

### J. F. Oberlin: autoportrait

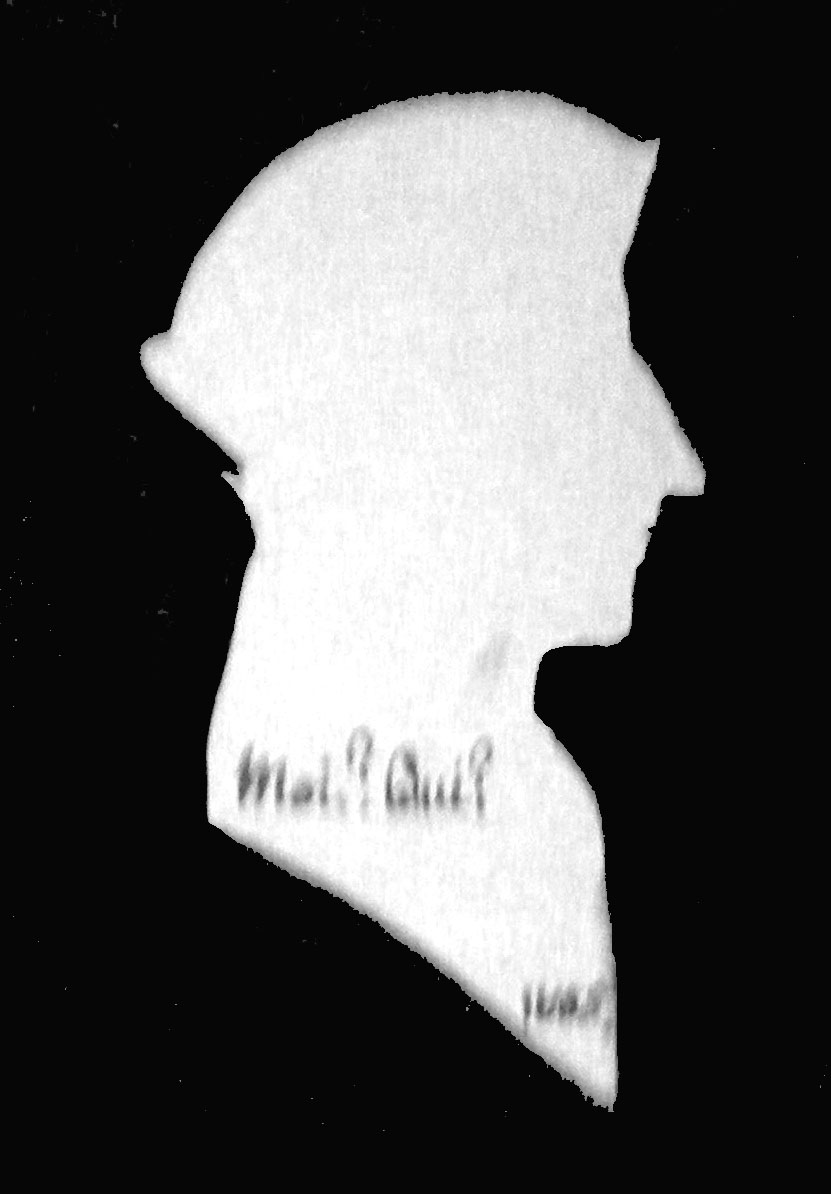
Autoportrait (1785)

Dans la première salle, on pénètre petit à petit dans l’univers du pasteur, à travers la question qu’il posait lui-même en 1785 en écrivant sur le petit autoportrait en silhouette abondamment repris dans bien des essais le concernant et mis sous cadre dans le musée : « Moi ? Qui ? ». Si la connaissance d’autrui le passionne, il se pose aussi des questions à son propre sujet : « Je suis un étrange composé de qualités contradictoires... » Cette phrase court sur le mur de la salle en larges caractères, au-dessus de quelques pages manuscrites extraites de son journal Sources de réflexion, sujets de prières, actions de grâces ou tableau chronologique d’événements qui m’intéressent. Ces commentaires datés, parfois lapidaires, fournissent d’entrée les repères nécessaires à la compréhension de son histoire familiale et donnent aussi la mesure des faits tragiques qui l’ont marquée.
Des tiroirs vitrés présentent plusieurs portraits du pasteur gravés vers 1800, l’un de Johann Gottfried Gerhardt, l’autre de G. Bein et le troisième de Charles-Louis Schuler. S'y ajoute un portrait de son frère aîné âgé de 66 ans, le philologue et historien Jérémie-Jacques Oberlin, également gravé par Schuler en 1801.
Inspirés de la physiognomonie, plusieurs versions d’un même tableau au pochoir mettent en scène onze proches du pasteur Oberlin, alignés par âge décroissant, dont lui-même placé en tête à gauche. Louise Scheppler, la fidèle servante qui éleva ses enfants après son veuvage en 1783, trouve sa place à l’extrême droite de cette galerie de portraits. Dans l’une des variantes, intitulée Famille Oberlin Waldersbach, fait l’an 8 (1800) et annotée par l’un des enfants, la défunte épouse « la chère Mama, Salomé Madelène née Witter » est intercalée entre le pasteur (« le cher Papa ») et Emmanuel Frédéric, l’aîné des enfants (« notre frère défunt Fritz »). Y figure également, en quatrième position, son gendre Jacques Wolff qui avait épousé sa fille Fidélité Caroline en 1795. Dans une autre composition muette de dix personnes, la silhouette de l’épouse se détache seule, au-dessus des autres membres de la famille. Le souvenir de Madame Oberlin est évoqué également par la présence de sa harpe à l’entrée de la salle.
Mieux comprendre la démarche du pasteur suppose aussi de mieux connaître la vallée isolée où il passa la plus grande partie de sa vie. Outre une maquette en bois, des cartes de la région facilitent l’appréhension du cadre géographique. Il existe notamment plusieurs tirages et variantes d’une carte du comté du Ban de la Roche, élaborée par Jean Georges Stuber, le prédécesseur d’Oberlin, gravée sur bois et colorée à la gouache. Sur l’une, le mot « comté » a été barré après la Révolution. La seconde a été dédicacée par Oberlin aux demoiselles Witz (ses petites-filles) en 1815. Une autre carte réalisée par Oberlin à l’aquarelle sur papier vers 1780 adoptait une plus grande échelle et situait le Ban de la Roche comme une enclave entre la Lorraine et l’Alsace.

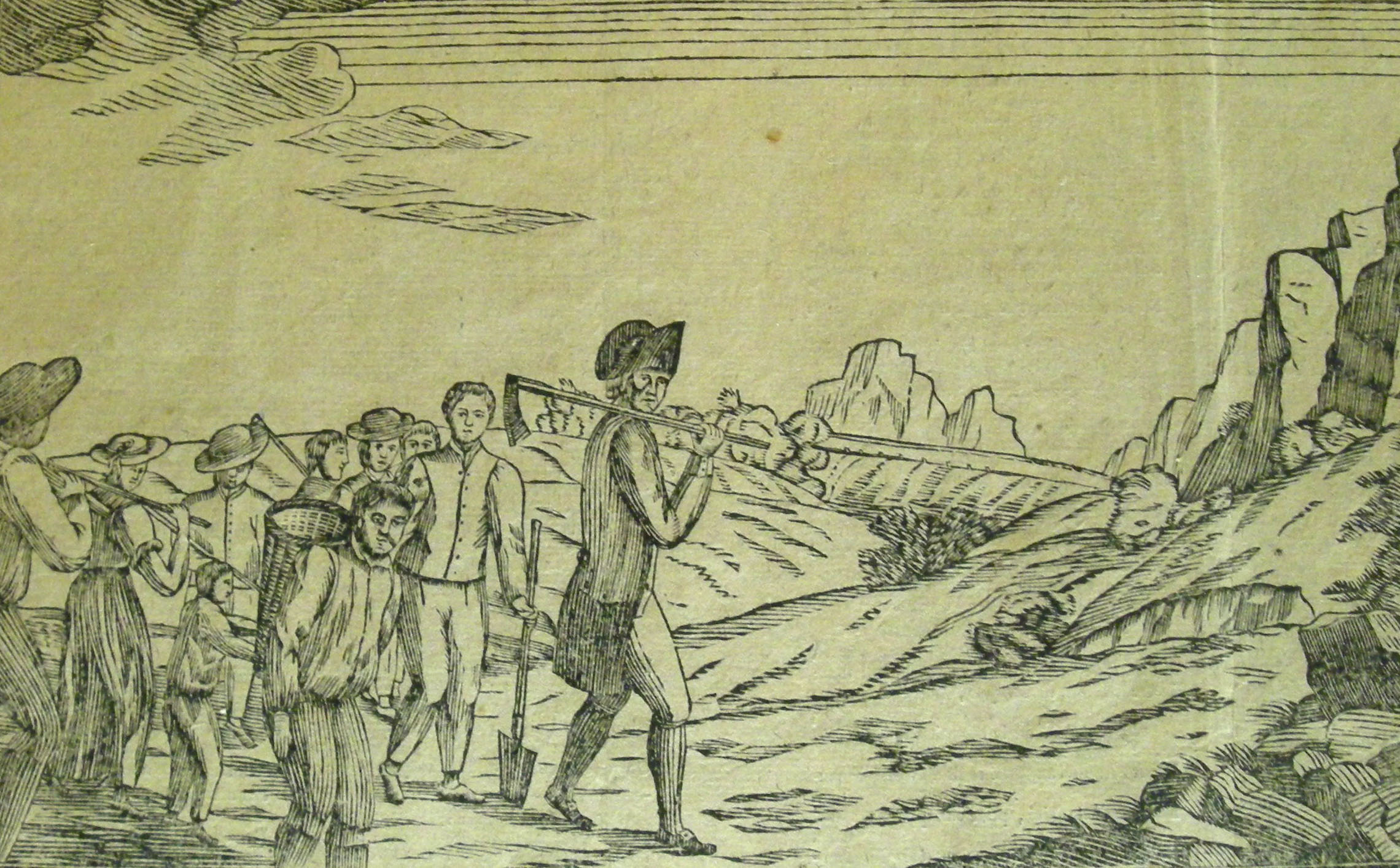
Le Pasteur travaillant sur un chemin : gravure (recadrée) de 1819

La connaissance de l’environnement est complétée notamment par plusieurs paysages locaux, par exemple une aquarelle anonyme réalisée vers 1900 et présentant une vue de Waldersbach depuis le Beaulieu. Plusieurs vues du village sont exposées, mais son nom subit différentes altérations, comme l’a observé Oberlin dans une note historique affichée en regard : « les Français ont défiguré ce nom difficile à prononcer d’une manière singulière ». C’est ainsi qu’une lithographie de Théodore Muller (Dessinateur et lithographe né à Strasbourg en 1819 et mort à Paris en 1879) de 1837 appartenant à la « Série des vues du Ban de la Roche » s’intitule Waldbach. Les ruines du château de la Roche sont présentes à travers une aquarelle réalisée par Eckel en 1802 et une lithographie de G. Engelmann (Godefroy Engelmann ?) du XIXe siècle.
Une gravure de 1819, Le Pasteur travaillant sur un chemin, extraite de l'almanach Le Patriarche de l'agriculture française, témoigne de l'engagement d'Oberlin sur le terrain, montrant l'exemple à ses paroissiens en prenant sa part du labeur.

### Connaître autrui

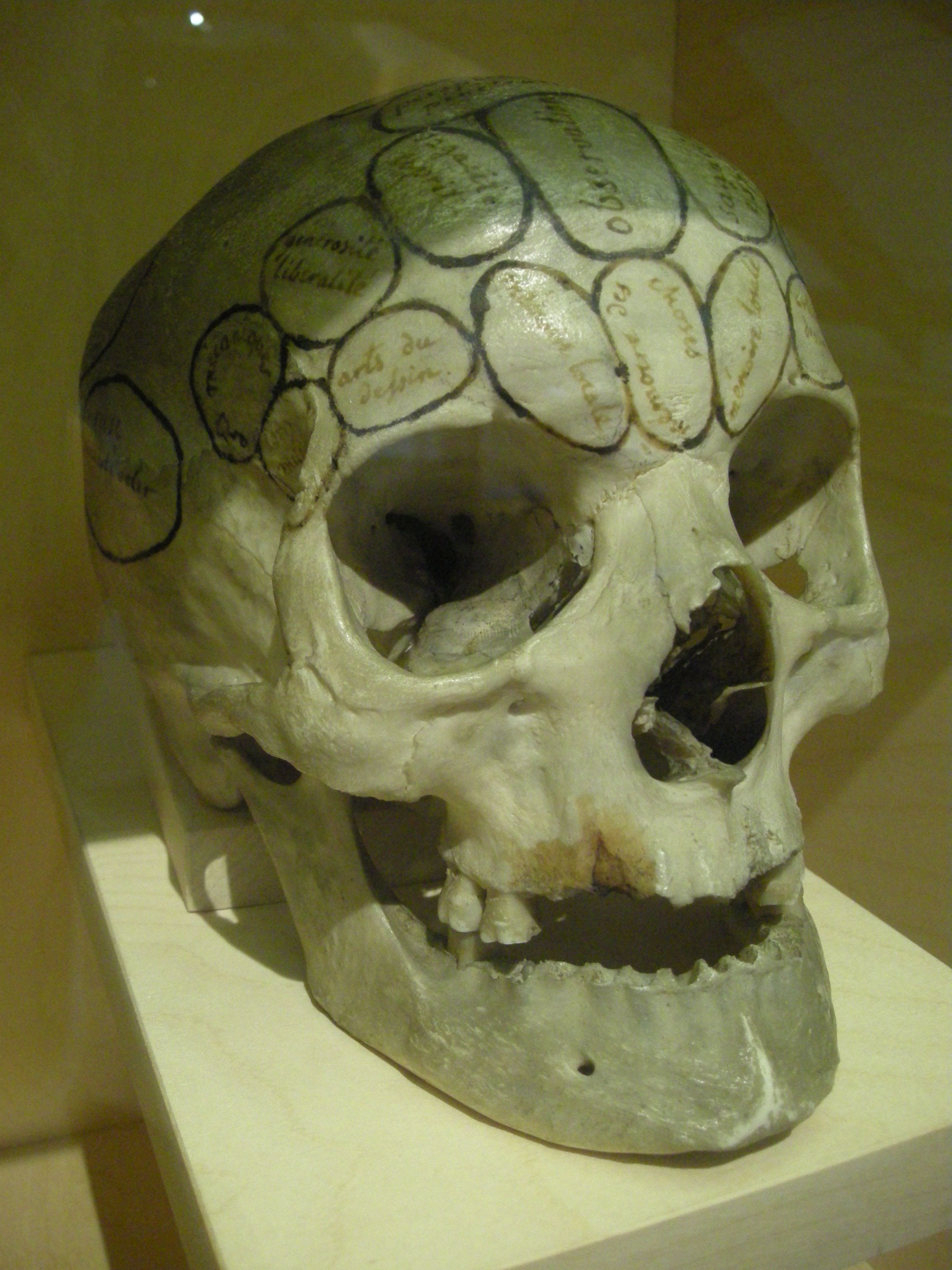
Crâne humain annoté par Oberlin

La collection Oberlin témoigne de l'intérêt que le pasteur portrait aux doctrines nouvelles et aux sciences émergentes, notamment celles visant à l’interprétation du psychisme humain. Plusieurs de ces approches sont aujourd'hui obsolètes, mais leur juxtaposition – sur le thème de la « différence » – témoigne de l'évolution des conceptions de l'homme et des tâtonnements de la réflexion scientifique.
Dans une salle du dernier étage trône un crâne humain annoté en français selon le système de Franz Joseph Gall, le médecin et philosophe allemand à l’origine de la phrénologie et à l’égard duquel Oberlin se montra pourtant assez critique. Mais c'est lui qui a délimité les zones de cette boîte crânienne, censées désigner les qualités morales et intellectuelles de la personne. On peut ainsi y lire par exemple « Observation », « Arts du dessin » ou encore « Générosité, libéralité ».
L'autoportrait cité plus haut n'est que l'une des 2 000 silhouettes environ réalisées par le pasteur, sous l'influence de Lavater. Vitrines et tiroirs mettent en évidence l'engouement d'Oberlin pour la physiognomonie et offrent aussi aux visiteurs la possibilité de découvrir les traits de nombre de ses contemporains, membres de sa famille, pensionnaires et paroissiens.
Quelques petits tableaux multicolores, constitués de pierres précieuses alignées ou disposées en cercles, sont présentés dans le même espace. J.F. Oberlin avait lu les écrits de la mystique anglaise Jane Leade et, s'appuyant sur la symbolique des couleurs, pensait pouvoir mieux comprendre la personnalité de ses proches.

### Collections botaniques

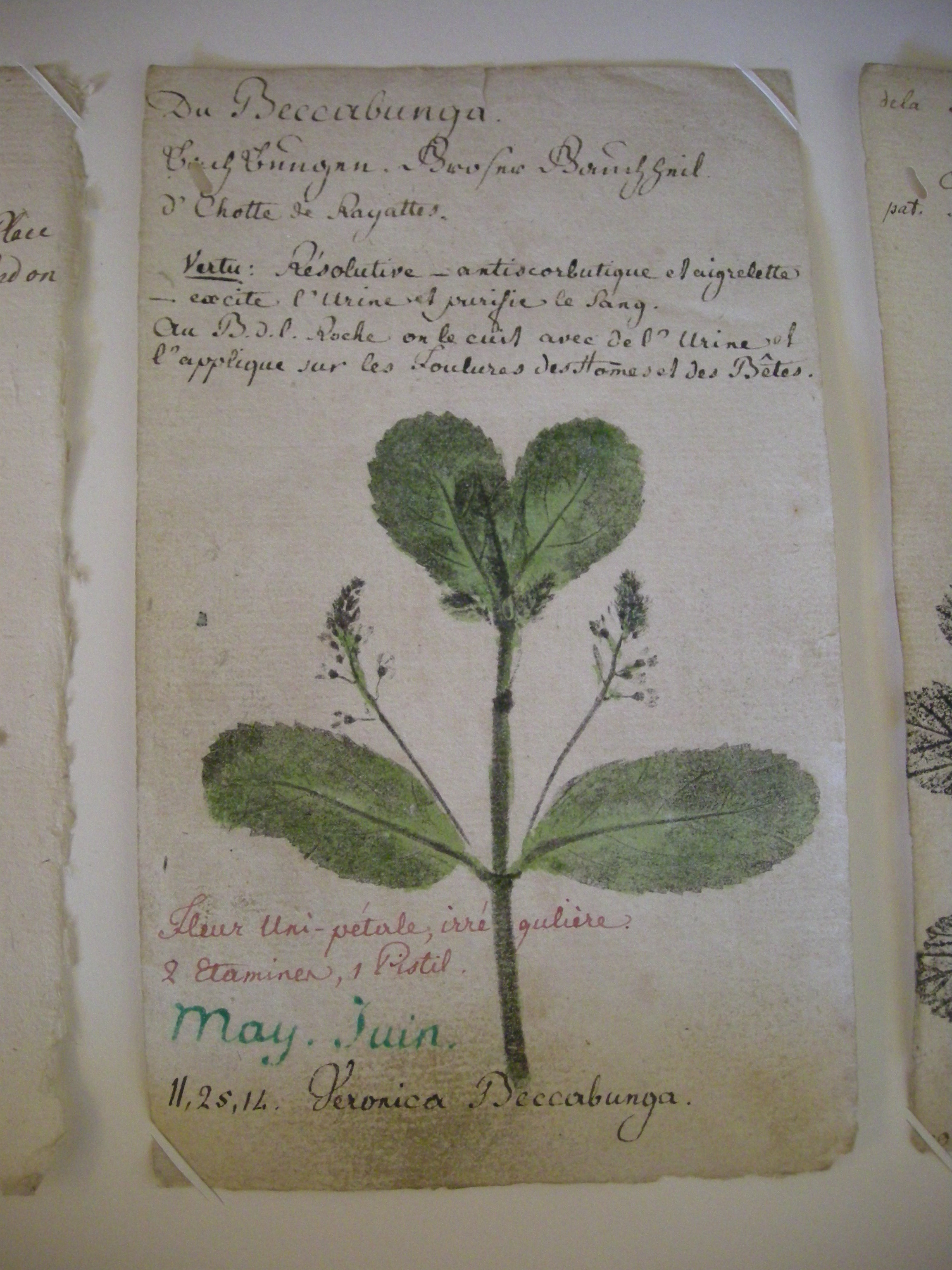
Fiche élaborée par Oberlin pour Veronica beccabunga

#### Le plus ancien herbier d'Alsace
L'herbier Oberlin se compose de 45 liasses d'environ 25 dossiers chacune. Dans 34 de ces liasses, les plantes sont rassemblées par espèces, selon la classification de Linné, avec leurs noms en latin, en français et en allemand, mais aussi en alsacien, ainsi que parfois une description et des informations sur la récolte ; les autres liasses sont étiquetées « Œconomiques », « Plantes curieuses », « Fleurs », « Plantes médicinales », « Plantes dangereuses », « Plantes non rangées » et « Plantes inconnues ». L'herbier s'accompagne de fiches pédagogiques avec des empreintes des plantes ou des gravures découpées dans des publications, en vert l'indication des mois de floraisons, en rouge des informations scientifiques et en noir les références de Linné,.

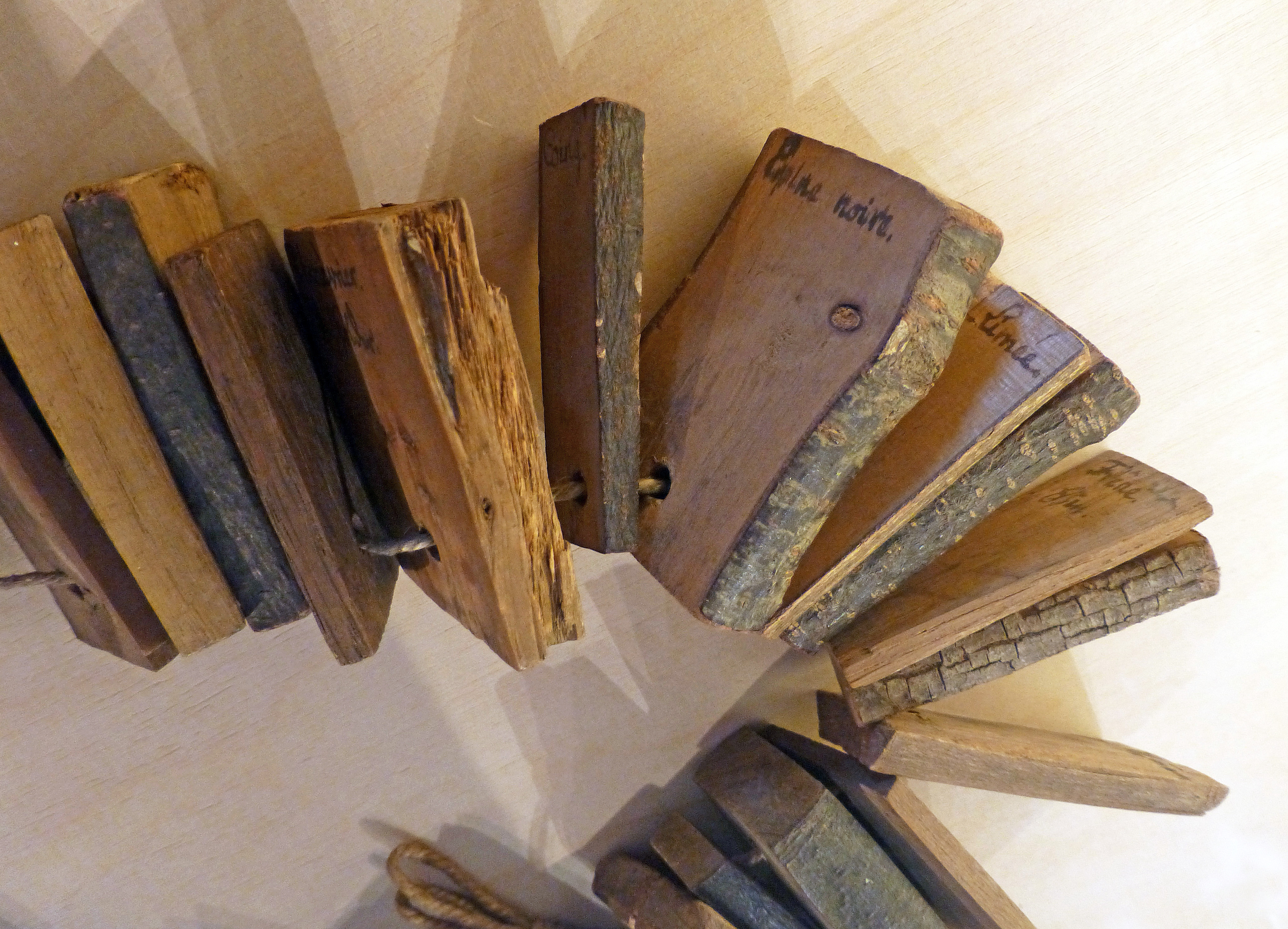
Échantillons de bois régionaux

#### Échantillons de bois régionaux
La collection de bois régionaux est composée de petits blocs de bois des principales espèces indigènes de la région alsacienne, munis d'une étiquette manuscrite portant les noms français et allemands et disposés dans des casiers, et d'une vingtaine d'échantillons sous forme de planchettes réunies en collier sur une corde.
À côté des échantillons de bois, une série de 25 fiches donnent les caractéristiques de chaque arbre avec une empreinte de sa feuille.

### Des jouets pour apprendre

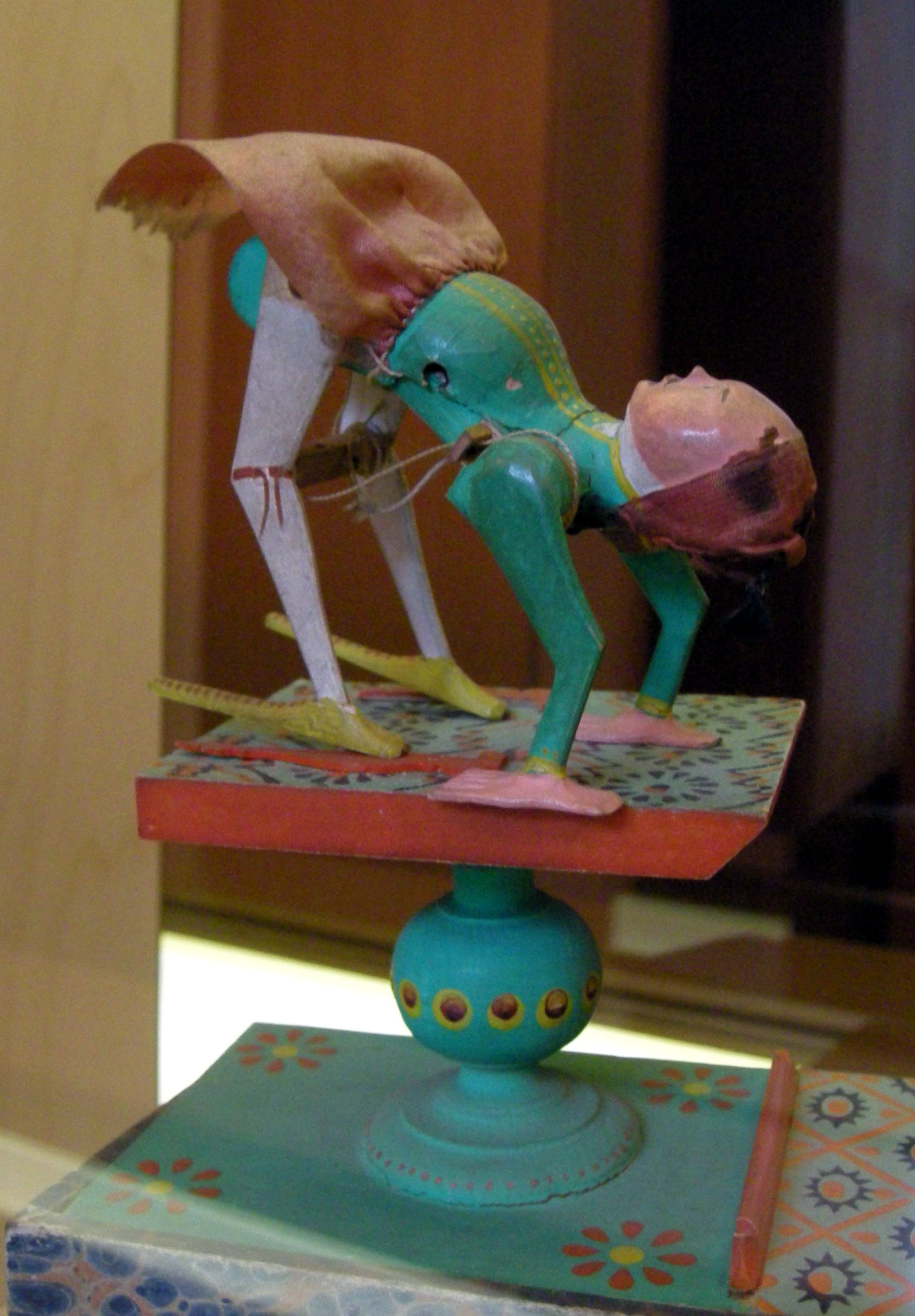
Sauteur chinois du XVIIIe siècle

Aux yeux d’Oberlin, tous les moyens sont bons pour éveiller l’attention de l’enfant, stimuler sa curiosité, favoriser son raisonnement et aiguiser son esprit critique.

Les vitrines du musée présentent une collection de jouets scientifiques, notamment optiques ou mécaniques, tels qu’un jeu de passe-passe avec deux planchettes, un œuf magique en bois, des kaléidoscopes, un chromatrope, un « sauteur chinois » du XVIIIe siècle fonctionnant à l’aide d’un réservoir à mercure dissimulé sous le vêtement du personnage, un carrosse mécanique en bois peint du XVIIIe siècle, un lièvre qui décompose son mouvement autour d’une baguette, une poule et son contrepoids, un serpent articulé, ou encore un mineur équilibriste – en costume de mineur de Sainte-Marie-aux-Mines – sur un socle en minéraux, mettant en évidence le rôle de la gravitation. 

## La Maison des enfants

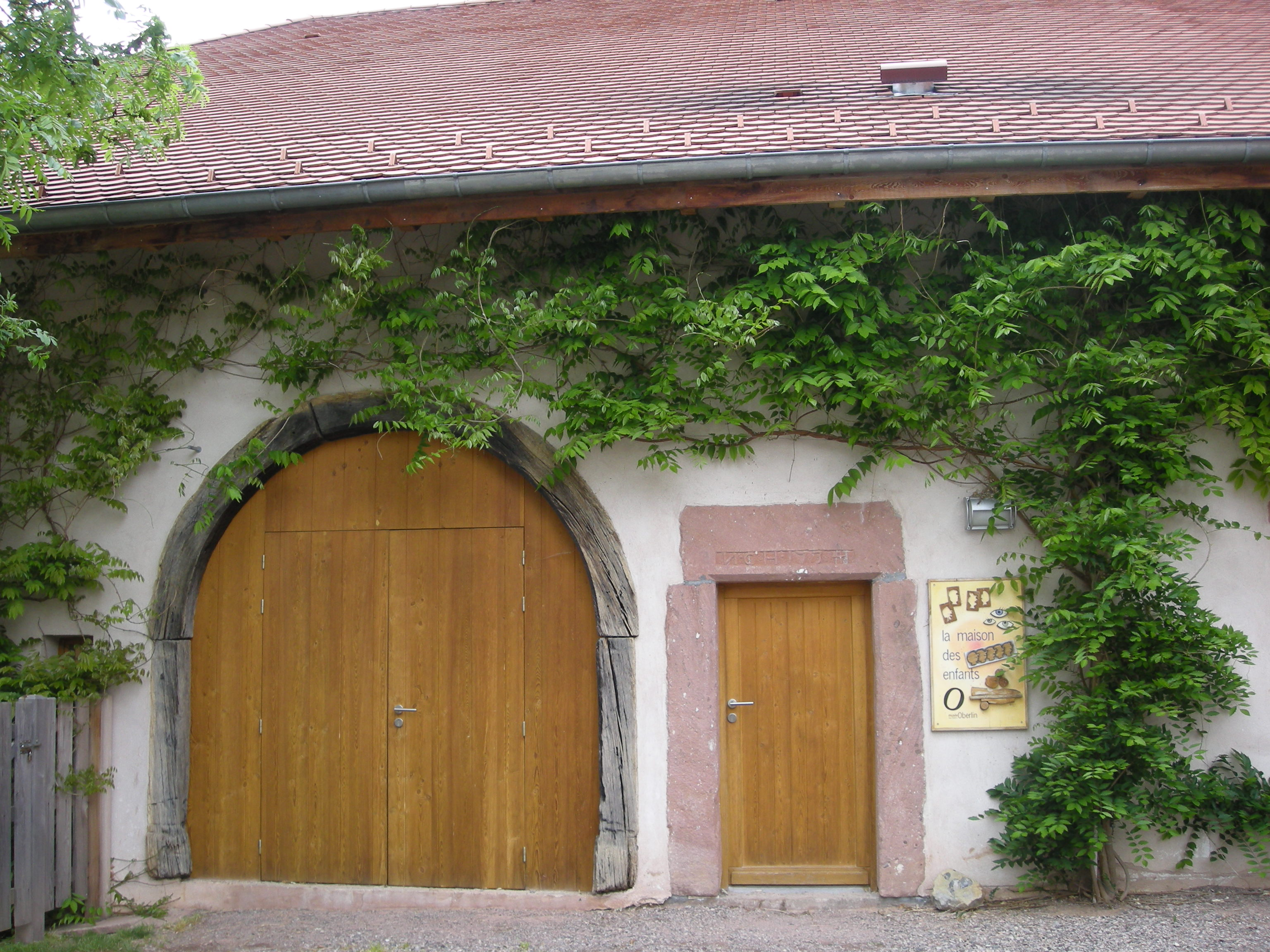
Façade de la Maison des enfants

Attenante au musée, la Maison Froessel, l'une des plus anciennes fermes de Waldersbach (1734), avait d'abord été pressentie pour devenir une Maison de Pays. Très endommagée, elle a finalement été reconstruite à l'identique au début des années 1990, en y intégrant des éléments d'origine. On accède au musée par un passage voûté, la cave du presbytère, et au jardin pédagogique par la serre attenante à la grande salle d'activités.
Elle abrite aujourd'hui un espace spécifique destiné aux enfants et notamment aux élèves des classes maternelles et primaires qui viennent nombreux – plus de 4 000 en 2004 – pour participer aux ateliers pédagogiques directement inspirés de la démarche de Jean Frédéric Oberlin. Sous le signe de la découverte, de l'observation, de la manipulation, de la création, de l'expérimentation et des jeux, ils s'articulent autour de trois thèmes : formes et couleurs, collections et botanique. C'est ainsi qu'ils peuvent, par exemple, réaliser un cadran solaire équatorial ou un herbier collectif des plantes à tanin, fabriquer des encres végétales ou réaliser un musée miniature.
Étudiants, éducateurs et enseignants y sont également accueillis dans le cadre d'animations spécifiques.